# Dagmar Schwarz
Dagmar Schwarz (* 3. August 1948 in Wien; gestorben am 18. Januar 2024 in Israel) war eine österreichische Schauspielerin.

## Leben
Schwarz wuchs in Wien und London auf. Ihre Schauspielausbildung absolvierte sie am Max Reinhardt Seminar in Wien. Seit 1974 war sie als Theaterschauspielerin tätig. Sie hatte Theaterengagements in Österreich, Deutschland und der Schweiz, unter anderem am Theater am Turm (TAT) in Frankfurt am Main, am Schauspiel Essen, am Ensembletheater Wien, am Schauspielhaus Bochum, am Theater Basel, am Volkstheater Wien, am Theater Bremen und am Theater in der Josefstadt. Außerdem gastierte sie am Khan Theater in Jerusalem. Am Theater arbeitete sie unter anderem mit den Autoren und Regisseuren George Tabori, András Fricsay, Peter Gruber, Giorgio Strehler, Fernando Arrabal, Ludwig Kaschke, Nikolaus Büchel, Ute Rauwald und Jürgen Kaizik zusammen. Außerdem trat sie regelmäßig beim von Jürgen Kaizik initiierten und geleiteten Theaterprojekt „Bluatschwitz Black Box“ in Bad Aussee auf.
Schwarz war auch für das Kino und das Fernsehen tätig. Zu ihren frühen Filmarbeiten gehört der deutsche Fernsehfilm Die Rückkehr der Träume (1983) von Regisseur Renke Korn, in dem sie eine größere Nebenrolle hatte. In dem Thriller Red Heat – Unschuld hinter Gittern (1985), einer deutsch-amerikanischen Ko-Produktion mit Linda Blair in der Hauptrolle, der größtenteils in einem Frauen-Gefängnis spielt, war sie ebenfalls in einer Nebenrolle als Lillian zu sehen. in dem Kinofilm Malambo (1986) spielte sie unter der Regie von Milan Dor.
In dem Fernsehdreiteiler Wohin und zurück (1986) von Regisseur Axel Corti spielte sie die Rolle der stummen Frau Marmorek, die im KZ ihre Stimme verlor. Im Wiener Tatort: Der Tod des Tänzers (1986) war sie als Frau Mazzurati zu sehen; sie spielte die Ehefrau des Inhabers einer Wiener Tanzschule. In dem italienisch-französisch-deutsch-österreichischen Fernsehfilm Der Zug (1988), der die Reise Lenins im plombierten Zug zum Thema hatte, übernahm sie, unter der Regie von Damiano Damiani, die Rolle der Exil-Russin Olga.
In dem Schweizer Kinofilm Kinder der Landstrasse (1992) spielte sie, an der Seite von Wolf-Dietrich Berg, die Ehefrau Eva Hottinger, die gemeinsam mit ihrem Ehemann Heinrich das junge jenische Mädchen Jana Kessel (Jasmin Tabatabai), bei sich aufnimmt, das bei dem Ehepaar eine glückliche Zeit verlebt. In dem deutsch-britischen Kinofilm Die Windsbraut (2001) von Regisseur Bruce Beresford stellte sie Anna Sofie Schindler-Moll, die Mutter von Alma Mahler-Werfel, dar. In der schwarzen Fernsehkomödie Zuckeroma (2004) von Xaver Schwarzenberger war sie Frau Dr. Surkes, die Ärztin im AKH Wien.
Sie hatte außerdem Episodenrollen in den Fernsehserien Kottan ermittelt (1982; als Ehefrau Herta Tamek), Schlosshotel Orth (1997), Julia – Eine ungewöhnliche Frau (1999; als Großmutter eines HIV-positiven 8-jährigen Mädchens), SOKO Wien (2010; als Hausherrin, die bei einer Séance Kontakt zu ihrem ermordeten Mann aufnehmen will), Schnell ermittelt (2011), Die Rosenheim-Cops (2013; an der Seite von Tobias Hoesl als tatverdächtige frühere Chefsekretärin Dorothea Lange) und in SOKO Kitzbühel (2015; als Mutter eines Tatverdächtigen und späteren Mordopfers).
Schwarz trat auch mit Monodramen und als Rezitatorin hervor. Sie gab zahlreiche Lesungen, häufig mit Texten jüdischer Autoren wie Franz Kafka, Else Lasker-Schüler, Fritz Grünbaum, Anton Kuh und Ilse Aichinger.
Schwarz lebte in Wien und München.

## Filmografie (Auswahl)
- 1982: Kottan ermittelt (Fernsehserie; Folge: Kansas City)
- 1983: Die Rückkehr der Träume (Fernsehfilm)
- 1985: Red Heat – Unschuld hinter Gittern (Red Heat)
- 1986: Malambo (Kinofilm)
- 1986: Mit meinen heißen Tränen (Fernsehdreiteiler)
- 1986: Wohin und zurück – Santa Fe (Fernsehdreiteiler)
- 1986: Tatort: Der Tod des Tänzers (Fernsehreihe)
- 1988: Der Zug (Lenin: The Train; Fernsehfilm)
- 1990: Hotel zur Unsterblichkeit (Wings of Fame)
- 1992: Kinder der Landstrasse (Kinofilm)
- 1993: Das Schicksal der Lilian H. (Fernsehfilm)
- 1994; 1996; 1999: Kommissar Rex (Fernsehserie, 3 Folgen)
- 1997: Schlosshotel Orth (Fernsehserie; Folge: Alte Liebe rostet nicht)
- 1999: Julia – Eine ungewöhnliche Frau (Fernsehserie; Folge: HIV-Positiv)
- 2000: Happy Hour oder Glück und Glas (Fernsehfilm)
- 2001: Edelweiß (Fernsehfilm)
- 2001: Die Windsbraut (Bride of the Wind)
- 2002: Gebürtig (Kinofilm)
- 2003: Im Visier des Bösen (Fernsehfilm)
- 2004: Zuckeroma (Fernsehfilm)
- 2004: Sterne leuchten auch am Tag (Fernsehfilm)
- 2005: Ausgerechnet Weihnachten (Fernsehfilm)
- 2006: Kronprinz Rudolfs letzte Liebe (Fernsehfilm)
- 2010: SOKO Wien (Fernsehserie; Folge: Mord aus dem Jenseits)
- 2011: Schnell ermittelt (Fernsehserie; Folge: Tamara Morgenstern)
- 2011: SOKO Kitzbühel (Fernsehserie; Folge: Jedermanns Tod)
- 2011: Im falschen Leben (Fernsehfilm)
- 2013: Die Rosenheim-Cops (Fernsehserie; Folge: Dabei sein ist alles)
- 2015: SOKO Kitzbühel (Fernsehserie; Folge: Vintage Lve)
- 2015: Vier Frauen und ein Todesfall (Fernsehserie)
- 2015: Die Frau in Gold (Woman in Gold)
- 2023: Wald (Kinofilm)